# Matrissats
Matrissats är en grammatisk term för det som blir kvar av en överordnad sats om du tar bort dess underordnade sats(er). I huvudsatsen [Jag gillar inte [att du säger så] ] är alltså Jag gillar inte matrissats och att du säger så underordnad sats (bisats). 
Matrissatsen kan vara del av en överordnad sats som i sin tur är underordnad en annan sats. I [Jag gillar inte [att du säger [att jag är dum] ] ] är (att) du säger matrissats i förhållande till att jag är dum.
I traditionell skolgrammatik avsåg begreppet tidigare endast överordnade delar av bisatser.